# Hệ thống Kubitzki
Một hệ thống phân loại thực vật gọi là hệ thống Kubitzki được công bố trong tuyển tập The families and genera of vascular plants của Kubitzki K. và ctv 
Hệ thống này là quan trọng do nó là cách thức nghiên cứu và xử lý bao hàm toàn diện và nhiều tập cho thực vật có mạch, với các nghiên cứu mang tính miêu tả cho tất cả các họ và chi, chủ yếu là do các chuyên gia trong các nhóm thực vật này tiến hành. Hệ thống Kubitzki được dùng làm nguồn tham khảo ở cấp độ họ cho phân loại đối với các ngành dương xỉ và thực vật hạt kín, cũng như là cho các nhóm thực vật hạt kín được công bố cho tới nay, cho từ điển có ảnh hưởng lớn, chẳng hạn như The plant-book. A portable dictionary of the vascular plants của Mabberley D.J.
Hệ thống phân loại trong các tập cho thực vật hạt kín ban đầu gần giống với phân loại trong hệ thống Cronquist về cách sắp xếp cho các đơn vị phân loại cấp bộ và họ, nhưng các tập sau này đã chịu ảnh hưởng nhiều hơn từ các nghiên cứu hệ thống hóa phân tử gần đây. Tập gần đây về bộ Cẩm quỳ (Malvales) đã chấp nhận phân loại gần với phân loại của Angiosperm Phylogeny Group.

## Phân loại
- 1 Ngành Pteridophyta
- 2 Ngành Pinophyta hoặc Gymnospermae
1 Phân ngành Coniferophytina
2 Phân ngành Cycadophytina
- 3 Ngành Magnoliophyta hoặc Angiospermae
Phân ngành Magnoliophytina
1 Lớp Monocotyledoneae hoặc Liliopsida [hoàn thành] (với sự cộng tác của Rolf Dahlgren)
1 Siêu bộ Acoranae
Acoraceae
Không phân hạng
Nartheciaceae
2 Siêu bộ Alismatanae
1 Bộ Arales
Araceae
Lemnaceae
2 Bộ Alismatales
Butomaceae
Alismataceae
Limnocharitaceae
Hydrocharitaceae
Najadaceae
Aponogetonaceae
Scheuchzeriaceae
Juncaginaceae
Potamogetonaceae
Ruppiaceae
Posidoniaceae
Zosteraceae
Zannichelliaceae
Cymodoceaceae
3 Siêu bộ Lilianae
1 Bộ Liliales
Campynemataceae
Luzuriagaceae
Alstroemeriaceae
Colchicaceae
Melanthiaceae
Trilliaceae
Liliaceae
Calochortaceae
Petermanniaceae
Smilacaceae
Philesiaceae
2 Bộ Asparagales
Orchidaceae
Iridaceae
Doryanthaceae
Lanariaceae
Ixioliriaceae
Hypoxidaceae
Johnsoniaceae
Hemerocallidaceae
Tecophilaeaceae
Blandfordiaceae
Asteliaceae
Boryaceae
Asphodelaceae
Xanthorrhoeaceae
Aphyllanthaceae
Anemarrhenaceae
Amaryllidaceae
Agapanthaceae
Alliaceae
Themidaceae
Asparagaceae
Hyacinthaceae
Lomandraceae
Herreriaceae
Hostaceae
Anthericaceae
Agavaceae
Eriospermaceae
Ruscaceae
Behniaceae
Dracaenaceae
Convallariaceae
Nolinaceae
3 Bộ Triuridales
Triuridaceae
4 Bộ Dioscoreales
Dioscoreaceae
Trichopodaceae
Taccaceae
Burmanniaceae
Corsiaceae
5 Bộ Pandanales
Pandanaceae
Cyclanthaceae
Velloziaceae
Acanthochlamydaceae
Stemonaceae
Pentastemonaceae
4 Siêu bộ Commelinanae
1 Bộ Principes
Palmae
2 Bộ Dasypogonales
Dasypogonaceae
3 Bộ Bromeliales
Bromeliaceae
 ?Rapateaceae (xem thêm Xyridales)
4 Bộ Commelinales
Commelinaceae
Pontederiaceae
Philydraceae
Haemodoraceae
5 Bộ Xyridales
Mayacaceae
Xyridaceae
Eriocaulaceae
 ?Rapateaceae
6 Bộ Zingiberales
Musaceae
Strelitziaceae
Lowiaceae
Heliconiaceae
Costaceae
Zingiberaceae
Cannaceae
Marantaceae
 ?Hanguanaceae (có thể có họ hàng với Zingiberales hoặc Commelinales)
7 Bộ Typhales
Typhaceae
8 Bộ Juncales
Juncaceae
Thurniaceae
Cyperaceae
9 Bộ Poales
Flagellariaceae
Restionaceae
Ecdeiocoleaceae
Anarthriaceae
Centrolepidaceae
Joinvilleaceae
Poaceae
incertae sedis (không chắc chắn)
Hydatellaceae
2 Lớp Dicotyledoneae hay Magnoliopsida [chưa hoàn thành]
1 Phân lớp Magnoliidae
1 Siêu bộ Magnolianae (magnoliid bậc thấp)
1 Bộ Magnoliales
Himantandraceae
Eupomatiaceae
Austrobaileyaceae
Degeneriaceae
Magnoliaceae
Annonaceae
Myristicaceae
 ?Canellaceae
 ?Lactoridaceae
Amborellaceae
Trimeniaceae
Chloranthaceae
Monimiaceae
Gomortegaceae
Lauraceae
Hernandiaceae
Calycanthaceae
2 Bộ Illiciales
Winteraceae
 ?Canellaceae
Illiciaceae
Schisandraceae
3 Bộ Aristolochiales
Aristolochiaceae
Hydnoraceae
 ?Rafflesiaceae
4 Bộ Piperales
Saururaceae
Piperaceae
2 Siêu bộ Ranunculanae (magnoliid bậc cao)
1 Bộ Nelumbonales
Nelumbonaceae
2 Bộ Ranunculales
Lardizabalaceae
Berberidaceae
Menispermaceae
Ranunculaceae
 ?Circaeasteraceae
Pteridophyllaceae
Papaveraceae
Fumariaceae
3 Siêu bộ Nymphaeanae
Bộ Nymphaeales
Cabombaceae
Nymphaeaceae
 ?Ceratophyllaceae
4 Siêu bộ Caryophyllanae
Bộ Caryophyllales (đồng nghĩa: Centrospermae Eichler)
Họ với dấu hoa thị *: được gộp trong bộ Caryophyllales mở rộng trong Quyển V.
Họ với dấu cộng +: Chỉ công nhận trong Quyển V, nhưng không công nhận trong Quyển II.
Caryophyllaceae
Molluginaceae
Aizoaceae
Amaranthaceae
Chenopodiaceae
Halophytaceae
Stegnospermaceae
Achatocarpaceae
Phytolaccaceae
Nyctaginaceae
Cactaceae
Portulacaceae
Didiereaceae
Basellaceae
Hectorellaceae
Barbeuiaceae +
Sarcobataceae +
Petiveriaceae +
Agdestidaceae +
Nepenthaceae *
Droseraceae *
Drosophyllaceae *
Simmondsiaceae *
Rhabdodendraceae *
Asteropeiaceae *
Physenaceae *
Ancistrocladaceae *
Dioncophyllaceae *
Frankeniaceae *
Tamaricaceae *
5 Siêu bộ Hamamelidanae
1 Bộ Trochodendrales
Trochodendraceae
Eupteleaceae
Cercidiphyllaceae
 ?Myrothamnaceae
2 Bộ Hamamelidales
Platanaceae
Hamamelidaceae
3 Bộ Fagales
Fagaceae
Betulaceae
Ticodendraceae
4 Bộ Juglandales
Rhoipteleaceae
Juglandaceae
Myricaceae
5 Bộ ?Casuarinales
Casuarinaceae
6 Siêu bộ Polygonanae
Bộ Polygonales
Polygonaceae
7 Siêu bộ Plumbaginanae
Bộ Plumbaginales
Plumbaginaceae
8 Siêu bộ Malvanae
Bộ Malvales
Neuradaceae
Tepuianthaceae
Thymelaeaceae
Dipterocarpaceae
Diegodendraceae
Sphaerosepalaceae
Cistaceae
Sarcolaenaceae
Bixaceae
Cochlospermaceae
Muntingiaceae
Malvaceae

Kể từ Quyển V không còn thể loại phân loại cao hơn cấp bộ nào được gán nữa.
- Bộ Capparales
Bataceae
Salvadoraceae
Tropaeolaceae
Limnanthaceae
Caricaceae
Moringaceae
Setchellanthaceae
Akaniaceae
Gyrostemonaceae
Resedaceae
Pentadiplandraceae
Tovariaceae
Koeberliniaceae
Cruciferae hoặc Brassicaceae
Capparaceae
Emblingiaceae
Không phân hạng, nhưng liên quan với bộ Capparales
Tapisciaceae
Bộ Celastrales
Parnassiaceae
Lepidobotryaceae
Celastraceae
Bộ Oxalidales
Oxalidaceae
Connaraceae
Cephalotaceae
Brunelliaceae
Cunoniaceae
Elaeocarpaceae
Bộ Rosales (# vị trí được sửa đổi, trước đây trong bộ Urticales trong Quyển 2)
Rosaceae
Dirachmaceae
Rhamnaceae
Barbeyaceae #
Elaeagnaceae
Ulmaceae #
Moraceae #
Cecropiaceae (#, gộp cả Cannabaceae)
Urticaceae #
Bộ Cornales
Hydrostachyaceae
Curtisiaceae
Grubbiaceae
Cornaceae
Hydrangeaceae
Loasaceae
Bộ Ericales
Theophrastaceae
Samolaceae
Maesaceae
Myrsinaceae
Primulaceae
Actinidiaceae
Balsaminaceae
Marcgraviaceae
Pellicieraceae
Tetrameristaceae
Ericaceae
Clethraceae
Cyrillaceae
Roridulaceae
Sarraceniaceae
Diapensiaceae
Lissocarpaceae
Polemoniaceae
Fouquieriaceae
Scytopetalaceae
Lecythidaceae
Napoleonaeaceae
Styracaceae
Ebenaceae
Sladeniaceae
Theaceae
Ternstroemiaceae
Sapotaceae
Symplocaceae
Bộ Asterales
Alseuosmiaceae
Argophyllaceae
Compositae hoặc Asteraceae
Phân họ Barnadesioideae
Phân họ Mutisioideae
Phân họ Carduoideae
Phân họ Cichorioideae
Phân họ Asteroideae
Calyceraceae
Campanulaceae
Carpodetaceae
Goodeniaceae
Menyanthaceae
Pentaphragmataceae
Phellinaceae
Rousseaceae
Stylidiaceae